# Moni Maker
Moni Maker est un cheval de course américain né le 23 février 1993 et mort le 2 mai 2014. Cette jument fut l'un des meilleurs chevaux du monde à la fin des années 1990 et demeure, avec plus de 5,5 millions de dollars de gains, la jument la plus riche de l'histoire du trot.

## Carrière
Pouliche de grande naissance, par le grand étalon Speedy Crown et l'excellente Nan's Catch, Moni Maker fut acquise yearling pour 87 000 dollars. Elle effectue une brillantissime carrière américaine, survolant ses contemporaines en 1996, où elle obtint 19 victoires (dont l'Hambletonian Oaks) et une seconde place en vingt apparitions. Elle confirme ensuite son leadership contre les chevaux d'âge du continent américain dans le Nat Ray, qu'elle remporte trois fois, la Breeders' Crown (en 1998) et le Trot Mondial.
Arrivée en Europe en 1997, et tout en continuant les allers-retours transatlantiques, Moni Maker tient le haut du pavé durant trois années, s'adjugeant l'Elitloppet en 1998, et terminant deuxième l'année suivante. En France, elle est couronnée en gagnant coup sur coup le Prix d'Amérique et le Prix de France en 1999. Elle achève sa carrière en retournant aux États-Unis remporter une troisième fois le Nat Ray. Pour le sport, elle effectua un essai au monté sur la piste de Meadowlands et, sous la selle de Julie Krone, réalisa une réduction de 1'11 sur le mile, ce qui fut un temps le record du monde en la matière. En 2006, elle est introduite au Hall of Fame du trot américain. 

### Palmarès
États-Unis
- Hambletonian Oaks (1996)
- New York Sire Stakes (1996)
- Matron Stakes (1996)
- Classic Oaks (1997)
- Nat Ray (1997, 1998, 2000)
- Breeders' Crown (1998)
- Trotting Classic Series (1999)
- American National (1999)
- 2e Breeders' Crown des 3 ans (1996)
- 2e Breeders' Crown (1997, 2000)

 France
- Prix d'Amérique (Gr.1, 1999)
- Prix de France (Gr.1, 1999)
- Grand Critérium de vitesse de la Côte d'Azur (Gr.1, 2000)
- Prix de Bourgogne (Gr.2, 1999)
- 2e Prix de France (Gr.1, 1998)
- 3e Grand Critérium de vitesse de la Côte d'Azur (Gr.1, 1998)
- 3e Prix de France (Gr.1, 2000)
- 3e Prix de Belgique (Gr.2, 1999)

 Suède
- Elitloppet (Gr.1, 1998)
- 2e Elitloppet (Gr.1, 1999)

 Canada
- Trot Mondial (2000)
- Maple Leaf Trot (2000)

 Italie
- Grand Prix des Nations (Gr.1, 1997, 1998)
- Grand Prix Gaetano Turilli (Gr.1, 1998, 1999)
- Gran Premio Costa Azzurra (Gr.1, 1998, 2000)
- Gran Premio Palio Dei Comuni (Gr.1, 1999)
- 2e Grand Prix de la Loterie (Gr.1, 1997)
- 2e Grand Prix Gaetano Turilli (Gr.1, 1997)
- 2e Grand Prix des Nations (Gr.1, 1999)
- 3e Grand Prix de la Loterie (Gr.1, 1998)

 Norvège
- 2e Grand Prix d'Oslo (Gr.1, 1998)

 Finlande
- Fina Cup (Gr.1, 1997)

 Danemark
- Copenhague Cup (Gr.1, 1998)

## Au haras
Devenue poulinière, Moni Maker s'est signalée par son fils International Moni (par l'étalon français Love You), vainqueur d'une des deux éliminatoires de l'Hambletonian en 2017, puis troisième de la Breeders' Crown des 3 ans, alors que sa fille Nothing But Moni (par Credit Winner) est la mère de Ready for Moni 1'08 (par le Français Ready Cash), deuxième de l'Hambletonian 2020 et troisième du Breeders' Crown Open 2021.

## Origines
Moni Maker est née dans la pourpre. Son père, Speedy Crown 1'12 (1968-2000), fut un crack sur les pistes, vainqueur de l'Hambletonian, de l'International Trot et de la Challenge Cup (à chaque fois devant la grande championne française Une de Mai), avant de s'affirmer au haras comme un chef de race, peut-être l'étalon standardbred le plus important du XXe siècle, présent dans le pedigree d'une grande part des chevaux américains de haut niveau. On lui doit notamment trois vainqueurs d'Hambletonian, Speedy Somolli (devenu à son tour un grand étalon), Prakas et Armbro Goal. Mais aussi Kit Lobell (International Trot), Royal Prestige (World Trotting Derby, American National) ou Gum Ball (Elitloppet). Parmi la multitude de ses descendants, on peut citer les influents étalons Valley Victory ou Viking Kronos, et les champions Varenne, Muscle Hill, Peace Corps, Nuncio, Commander Crowe, Gigant Neo, Love You, Offshore Dream, Jardy, Gidde Palema, Readly Express et bien d'autres. Son héritage est très présent dans le trot français, via son fils Workaholic et ses petits-fils Défi d’Aunou (par Armbro Goal), Buvetier d’Aunou (par Royal Prestige) ou Tarass Boulba (par Speedy Somolli).
Quant à la mère de Moni Maker, Nan's Catch 1'11, elle fut l'une des meilleures pouliches de sa génération, s'adjugeant la Breeders' Crown des 2 ans et l'Hambletonian Oaks.
| Origines de Moni Maker | Origines de Moni Maker | Origines de Moni Maker | Origines de Moni Maker |
| ---------------------- | ---------------------- | ---------------------- | ---------------------- |
| Père Speedy Crown (sv) | Speedy Scot            | Speedster              | Rodney                 |
| Père Speedy Crown (sv) | Speedy Scot            | Speedster              | Mimi Hanover           |
| Père Speedy Crown (sv) | Speedy Scot            | Scotch Love            | Victory Song           |
| Père Speedy Crown (sv) | Speedy Scot            | Scotch Love            | Selka Scot             |
| Père Speedy Crown (sv) | Missile Toe            | Florican               | Spud Hanover           |
| Père Speedy Crown (sv) | Missile Toe            | Florican               | Florimel               |
| Père Speedy Crown (sv) | Missile Toe            | Worth A Plenty         | Darnley                |
| Père Speedy Crown (sv) | Missile Toe            | Worth A Plenty         | Sparkle Plenty         |
| Mère Nan's Catch       | Bonefish               | Nevele Pride (en)      | Star's Pride (sv)      |
| Mère Nan's Catch       | Bonefish               | Nevele Pride (en)      | Thankful               |
| Mère Nan's Catch       | Bonefish               | Exciting Speed         | Speedster              |
| Mère Nan's Catch       | Bonefish               | Exciting Speed         | Expresson              |
| Mère Nan's Catch       | Nan Hanover            | Speedy Count           | Speedster              |
| Mère Nan's Catch       | Nan Hanover            | Speedy Count           | Countess Song          |
| Mère Nan's Catch       | Nan Hanover            | Noble Nan              | Noble Victory          |
| Mère Nan's Catch       | Nan Hanover            | Noble Nan              | Floriclaire            |